# Unleashed (2016)
Unleashed (bra: Meu Namorado É o Bicho) é um filme de comédia romântica e fantasia estadunidense de 2016, escrito e dirigido por Finn Taylor e estrelado por Kate Micucci, Justin Chatwin, Steve Howey, Sean Astin e Hana Mae Lee.

## Elenco
- Kate Micucci como Emma[2]
- Justin Chatwin como Diego / Ajax[2]
- Steve Howey como Sam / Summit[2]
- Sean Astin como Carl[3]
- Hana Mae Lee como Nina[3]
- Josh Brener como Lucas
- Illeana Douglas como Monty[3]
- Kathy Garver como Jean

### Produção
O longa foi filmado em São Francisco de 1 a 29 de julho de 2015.

## Lançamento
O filme teve sua estreia mundial no Mill Valley Film Festival em 12 de outubro de 2016. A Level 33 Entertainment adquiriu os direitos de distribuição doméstica e lançou o filme em 25 de agosto de 2017, em cinemas selecionados e por vídeo sob demanda.

## Recepção da crítica
Unleashed recebeu críticas positivas dos críticos. No Rotten Tomatoes, o filme possui uma classificação de 80%, com base em 5 revisões. Frank Scheck, do The Hollywood Reporter, escreveu uma crítica positiva ao filme: "Embora nunca corresponda às possibilidades satíricas de sua premissa de alto conceito, Unleashed oferece algumas risadas levemente agradáveis, graças à sua protagonista feminina e à exuberante performance física de suas co-estrelas".